# Harari
Harari ist eine semitische Sprache, die in der Stadt Harar in Äthiopien von den Aderi gesprochen wird. Deshalb wird die Sprache selbst manchmal auch Aderi oder Adere genannt.
Da die übrigen Bewohner in der Umgebung von Harar sämtlich kuschitische Sprachen sprechen (insbesondere Oromo und Somali), haben die Menschen um Harar zwar noch ihre Sprache bewahrt, sie ist aber durch diese Sprachen stark beeinflusst. Die am nächsten verwandten Sprachen sind das Zay und das Silt'e.
Die Zugehörigkeit des Harari zu den semitischen Sprachen ist erstmals im 19. Jahrhundert von Friedrich Müller in Wien erkannt worden.